# Gorenje Kronovo
Gorenje Kronovo este o localitate din comuna Novo mesto, Slovenia, cu o populație de 39 de locuitori.